# Yukarıkarahacılı, Çekerek
Yukarıkarahacılı là một xã thuộc huyện Çekerek, tỉnh Yozgat, Thổ Nhĩ Kỳ. Dân số thời điểm năm 2010 là 706 người.